# Metaphycus nitens
Metaphycus nitens är en stekelart som först beskrevs av Kurdjumov 1912.  Metaphycus nitens ingår i släktet Metaphycus och familjen sköldlussteklar. Inga underarter finns listade i Catalogue of Life.